# 183. Infanterie-Division (Wehrmacht)
Die 183. Infanterie-Division (183. ID) war ein Großverband des Heeres der deutschen Wehrmacht im Zweiten Weltkrieg.

## Geschichte

### Aufstellung
Sie wurde als Division der 7. Aufstellungswelle ab 28. November 1939 im Wehrkreis V auf dem Truppenübungsplatz Münsingen aus Ersatzeinheiten des Heimat-Wehrkreises XIII neu aufgestellt. Die Zuweisung der Feldersatz-Bataillone 10, 17 und 46 im Januar 1940 brachte die Division auf volle Kampfstärke. Die weitere Ausbildung erfolgte bis Mai 1940.

### Westfeldzug
Danach verlegte die Division ab 22. Mai zur Verfügung des Oberkommandos des Heeres in das im Westfeldzug bereits besetzte Luxemburg, von wo aus sie im Verband der 16. Armee beim Durchbruch durch die Maginot-Linie und bei der Eroberung Lothringens eingesetzt wurde. Bis 10. Juli 1940 marschierte die Division von Diedenhofen nach Aachen.

### Besatzungstruppe Protektorat Böhmen-Mähren
Von Aachen aus wird die Division im Eisenbahntransport in das Protektorat Böhmen und Mähren verlegt, wo sie im Verband der 2. Armee weiter Ausbildung betrieb. Anfang April 1941 verlegte die 183. Infanterie-Division mit der 2. Armee in den Raum Graz.

### Balkanfeldzug
Ab dem 6. April 1941 nahm der Verband am Angriff auf Jugoslawien teil, wo er den Raum zwischen Drau und Save besetzte. 

### Besatzungstruppe Jugoslawien
Bis zum 10. Juni 1941 verblieb die Division dort als Besatzungstruppe. Die 183. Infanterie-Division wurde dann zurückverlegt in den Raum Graz/Steiermark.

### Unternehmen Barbarossa
Aus der Steiermark rückte die Division nach dem Beginn des Angriffs auf die Sowjetunion, ab 4. August 1941 in den Raum Suwalki-Grodno vor. 
Sie marschierte weiter auf Wilna und weiter über Dünaburg und Newel nach Welisch.
Der erste Kampfeinsatz der 183. Infanterie-Division im Rahmen des deutsch-sowjetischen Krieges fand ab 20. September 1941 im Verband der 4. Armee zur Verteidigung des Jelnja-Bogens und in der Doppelschlacht bei Wjasma und Brjansk. Über Dorogobush und den Fluss Nara kämpft sich die Division auf Naro-Fominsk vor, wo die Offensive zum Erliegen kam. In der Schlacht um Moskau kämpfte die Division weiter im Verband der 4. Armee und erlitt große Verluste auch durch den Winter mit Temperaturen von −30, −37 und −42 °C. In Abwehrkämpfen an der Nara, südlich Moshaisk und an den Flüssen Worja und Istra konnte die Division mehr als ein Jahr ihre Stellungen halten.
Ende Januar 1943 fiel die Entscheidung Hitlers, nach den großen Verlusten vor allem bei Stalingrad, den großen Frontbogen von Wjasma-Rschew zur Kräfteeinsparung räumen zu lassen. Die 183. Infanterie-Division zog sich im Verband der 4. Armee ab 7. März 1943 auf kürzere Frontlinien ostwärts Spas-Demensk zurück. Sowjetische Angriffe auf die neuen Stellungen bis Ende März 1943 wurden abgeschlagen. Im Unternehmen Büffelbewegung wurde für den Bereich der Heeresgruppe Mitte eine Frontverkürzung um 370 km erreicht.
Es folgt eine weitere Phase des Stellungskrieges. Danach wurde die 183. Infanterie-Division direkt der 4. Armee unterstellt und konnte erstmals seit Beginn des Ostkrieges aus der Front abgelöst werden.

### Orel
Ab 17. Juli 1943 musste die Division nach dem Scheitern des Unternehmens Zitadelle im Verband der 2. Panzer-Armee, dann der 9. Armee zur Verteidigung des Orel-Bogens eingesetzt werden. Es gelang letztlich nicht, die deutschen Stellungen zu halten, so dass eine Absetz-Bewegung auf die Hagen-Stellung ostwärts Brjansk eingeleitet wurde, an der die Division ab 10. August 1943 teilnahm.

### Verlegung zur Heeresgruppe Süd
Ab 28. August wurde sie aus der Front herausgelöst und im Bahntransport zur Heeresgruppe Süd in den Einbruchsraum Konotop-Bachmatsch verlegt, wo sie im Verband der 4. Panzer-Armee den Vormarsch der Roten Armee zwar verzögern, aber nicht aufhalten konnte. Am 12. September wurde die 183. Infanterie-Division im Wehrmachtbericht erwähnt. Nachdem die Heeresgruppe Süd am 15. September 1943 die Rücknahme ihrer gesamten Front auf die Linie Melitopol-Dnjepr bis nördlich Kiew befohlen hatte, zog sich die Division zurück, setzte ab 22. September über den Dnjepr und bezog Stellungen nördlich Kiew. 

### Kampfgruppe 183. ID
Im Oktober 1943 musste sich die Kampfgruppe der 183. Infanterie-Division weiter auf den Fluss Teterew zurückziehen.

### Korps-Abteilung C
Mit Befehl vom 22. Oktober 1943 wurde die 183. Infanterie-Division mit zwei weiteren, schwer angeschlagenen Infanterie-Divisionen (217. und 339.) in eine „Korps-Abteilung C“ zusammengelegt. Die Aufstellung der Korps-Abteilung C erfolgte offiziell ab 2. November 1943. Mit dem gleichen Tag endete die Geschichte der 183. Infanterie-Division.
Mit Befehl vom 20. Juli 1944 sollte durch Umbenennung der Korps-Abteilung C die 183. Infanterie-Division wieder aufgestellt werden, wozu es aber aufgrund der Einschließung und Vernichtung im Kessel von Brody während des teilweisen Zusammenbruchs der Front der Heeresgruppe Nordukraine nicht mehr kam.

## 183. Volksgrenadier-Division

### Aufstellung
Im Rahmen der 32. Aufstellungswelle wurde ab 15. September 1944 aus einem kleineren Teil der etwa 5000 Überlebenden der Korps-Abteilung C und aus der Schatten-Division Döllersheim auf dem Truppenübungsplatz Döllersheim eine Neuaufstellung als 183. Volksgrenadier-Division vorgenommen. Die zuerst vorgesehene Bezeichnung als 564. Volksgrenadier-Division entfiel. 

### Westwall Raum Aachen
Die 183. Volksgrenadier-Division wurde ohne weitere Ausbildungszeit bereits ab dem 16. September 1944 an den Westwall an die Westfront verlegt, wo sie nördlich von Aachen zum Einsatz kam. Im Verband der 7. Armee, dann der 5. Panzer-Armee verhinderte die Division den Durchbruch durch ihre Frontabschnitte, musste jedoch auf Stellungen ostwärts Aachen zurückweichen, die sie bis Februar 1945 halten konnte. Es folgte der Rückzug auf den Niederrhein bei Düsseldorf.
Der Panzerjäger-Abteilung der Division wurden im September 1944 für eine Neuausrüstung vierzehn Jagdpanzer 38 zugeteilt.

### Ruhrkessel
Die Einschließung der Heeresgruppe B im Ruhrkessel im April 1945.

### Kapitulation
Es folgte das Ausweichen des Verbands bis zur Kapitulation der 183. Volksgrenadier-Division am 12. April 1945 unter ihrem letzten Kommandeur, Generalmajor Hinrich Warrelmann, im Raum Gummersbach.

## Personen

### Kommandeure
- Generalmajor/Generalleutnant Benignus Dippold 1. November 1939 bis 4. Oktober 1941
- Generalmajor Richard Stempel 4. Oktober 1941 bis 25. Oktober 1941
- Generalleutnant Benignus Dippold 25. Oktober 1941 bis 20. Januar 1942
- Generalmajor/Generalleutnant August Dettling 20. Januar 1942 bis 2. November 1943
- Generalleutnant Wolfgang Lange 15. September 1944 bis 25. Februar 1945
- Generalmajor Hinrich Warrelmann anschließend bis Kriegsende

### Bekannte Divisionsangehörige
- Hans Fitzinger (1924–2015), war ein österreichischer Lehrer, Kommunalpolitiker, Musiker und Autor

## Gliederung
Gliederung 1940:
- Infanterie-Regiment 330
- Infanterie-Regiment 343
- Infanterie-Regiment 351
- Artillerie-Regiment 219

geplante Gliederung 1944:
- Grenadier-Regiment 311
- Grenadier-Regiment 330
- Grenadier-Regiment 691
- Divisions-Füsilier-Bataillon 183
- Artillerie-Regiment 219
- Pionier-Bataillon 219
- Panzerjäger-Abteilung 219
- Infanterie-Divisions-Nachrichten-Abteilung 219
- Divisions-Versorgungs-Regiment 219